# Jannik Hansen
Jannik Hansen, född 15 mars 1986 i Herlev, Danmark, är en dansk professionell ishockeyspelare som spelar för CSKA Moskva i KHL.
Han har tidigare spelat på NHL-nivå för San Jose Sharks och Vancouver Canucks och på lägre nivåer för Manitoba Moose i AHL, Portland Winterhawks i WHL, Rødovre Mighty Bulls i Danmark och Malmö Redhawks J20 i J20 Superelit.

## Spelarkarriär

### NHL

#### Vancouver Canucks
Jannik Hansen draftades som 287:e spelare totalt i NHL-draften 2004 av Vancouver Canucks.
24 juli 2006 skrev han på ett treårigt entry level-kontrakt med klubben.
Han debuterade för Vancouver Canucks 13 april 2007 i NHL-slutspelet mot Dallas Stars och gjorde sitt första NHL-mål 16 oktober 2008 mot Detroit Red Wings.
Hansen skrev på en ettårig kontraktsförlängning den 5 augusti 2009, en ny ettårig kontraktsförlängning den 22 juli 2010 och en treårig kontraktsförlängning den 28 juli 2011, denna till ett samlat värde av 4,05 miljoner dollar.
Den 29 september 2013 skrev han på en fyraårig kontraktsförlängning med Canucks till ett värde av 10 miljoner dollar.

#### San Jose Sharks
Vid trade deadline den 28 februari 2017 blev Hansen tradad till San Jose Sharks i utbyte mot Nikolay Goldobin och ett villkorligt draftval i fjärde rundan 2017. Canucks bytte senare bort draftvalet till Chicago Blackhawks, som i sin tur använde det för att välja Tim Söderlund som nummer 112 totalt.

### KHL

#### CSKA Moskva
Den 3 augusti 2018 skrev han på ett ettårskontrakt med CSKA Moskva i KHL.

## Spelstil
Jannik Hansen är en snabb skridskoåkare och nyttig för sitt lag då han forecheckar högt upp i banan och stör motståndarlagets speluppbyggnadsfas. Han är också kompetent i defensiven och duktig i exempelvis boxplay. Hansen spelar vanligtvis i tredje- eller andrakedjan i Vancouver men får emellanåt chansen att bidra med mer offensiva kvaliteter.

## Statistik

### Klubbkarriär
| 2002–03    | Rødovre Mighty Bulls  | Danmark       | 15  | 0   | 0   | 0   | 0   | —  | — | —  | —  | —  |
|            | Malmö Redhawks        | Sverige-U18   | 8   | 7   | 7   | 14  | 2   | 2  | 2 | 0  | 2  | 0  |
|            | Malmö Redhawks        | J20 SuperElit | 4   | 1   | 0   | 1   | 0   | 1  | 0 | 0  | 0  | 0  |
| 2003–04    | Rødovre Mighty Bulls  | Danmark       | 35  | 12  | 7   | 19  | 48  | —  | — | —  | —  | —  |
| 2004–05    | Rødovre Mighty Bulls  | Danmark       | 32  | 17  | 17  | 34  | 40  | 5  | 3 | 1  | 4  | 24 |
| 2005–06    | Portland Winter Hawks | WHL           | 64  | 24  | 40  | 64  | 67  | 12 | 7 | 6  | 13 | 16 |
| 2006–07    | Vancouver Canucks     | NHL           | —   | —   | —   | —   | —   | 10 | 0 | 1  | 1  | 4  |
|            | Manitoba Moose        | AHL           | 72  | 12  | 22  | 34  | 38  | 6  | 0 | 0  | 0  | 2  |
| 2007–08    | Vancouver Canucks     | NHL           | 5   | 0   | 0   | 0   | 2   | —  | — | —  | —  | —  |
|            | Manitoba Moose        | AHL           | 50  | 21  | 22  | 43  | 22  | 6  | 2 | 2  | 4  | 0  |
| 2008–09    | Vancouver Canucks     | NHL           | 55  | 6   | 15  | 21  | 37  | 2  | 0 | 0  | 0  | 0  |
|            | Manitoba Moose        | AHL           | 2   | 1   | 0   | 1   | 2   | —  | — | —  | —  | —  |
| 2009–10    | Vancouver Canucks     | NHL           | 47  | 9   | 6   | 15  | 18  | 12 | 1 | 2  | 3  | 4  |
|            | Manitoba Moose        | AHL           | 5   | 0   | 2   | 2   | 5   | —  | — | —  | —  | —  |
| 2010–11    | Vancouver Canucks     | NHL           | 82  | 9   | 20  | 29  | 32  | 25 | 3 | 6  | 9  | 18 |
| 2011–12    | Vancouver Canucks     | NHL           | 82  | 16  | 23  | 39  | 34  | 5  | 1 | 0  | 1  | 14 |
| 2012–13    | Vancouver Canucks     | NHL           | 47  | 10  | 17  | 27  | 8   | 4  | 0 | 0  | 0  | 2  |
|            | Tappara               | SM-liiga      | 20  | 7   | 10  | 17  | 43  | –  | – | –  | –  | –  |
| 2013–14    | Vancouver Canucks     | NHL           | 71  | 11  | 9   | 20  | 43  | —  | — | —  | —  | —  |
| 2014–15    | Vancouver Canucks     | NHL           | 81  | 16  | 17  | 33  | 27  | 6  | 2 | 2  | 4  | 0  |
| 2015–16    | Vancouver Canucks     | NHL           | 67  | 22  | 16  | 38  | 32  | —  | — | —  | —  | —  |
| 2016–17    | Vancouver Canucks     | NHL           | 28  | 6   | 7   | 13  | 27  | —  | — | —  | —  | —  |
|            | San Jose Sharks       | NHL           | 15  | 2   | 5   | 7   | 7   | 6  | 0 | 1  | 1  | 0  |
| 2017–18    | San Jose Sharks       | NHL           | 46  | 2   | 12  | 14  | 15  | 0  | 0 | 0  | 0  | 0  |
| 2018–19    | CSKA Moskva           | KHL           | —   | —   | —   | —   | —   | —  | — | —  | —  | —  |
| NHL totalt | NHL totalt            | NHL totalt    | 626 | 109 | 147 | 256 | 282 | 70 | 7 | 12 | 19 | 42 |
| KHL totalt | KHL totalt            | KHL totalt    | —   | —   | —   | —   | —   | —  | — | —  | —  | —  |
| AHL totalt | AHL totalt            | AHL totalt    | 129 | 34  | 46  | 80  | 67  | 12 | 2 | 2  | 4  | 2  |

### Internationellt
| År     | Lag     | Turnering | Matcher | Mål | Assists | Poäng | Utv. |
| ------ | ------- | --------- | ------- | --- | ------- | ----- | ---- |
| 2005   | Danmark | OS-Kval   | 3       | 0   | 1       | 1     | 4    |
| 2005   | Danmark | VM        | 4       | 0   | 0       | 0     | 2    |
| 2006   | Danmark | VM        | 6       | 2   | 0       | 2     | 6    |
| 2008   | Danmark | VM        | 6       | 2   | 2       | 4     | 0    |
| 2012   | Danmark | VM        | 6       | 0   | 2       | 2     | 29   |
| 2014   | Danmark | VM        | 7       | 2   | 2       | 4     | 2    |
| Totalt | Totalt  | Totalt    | 32      | 6   | 7       | 13    | 43   |